# 千代櫻輝夫
千代櫻 輝夫（ちよざくら てるお、1950年4月14日 - ）は、北海道瀬棚郡今金町出身で、九重部屋（入門時は出羽海部屋）に所属した元大相撲力士。本名は斎藤 輝夫（さいとう てるお）→藤岡 輝夫（ふじおか -）、最高位は東前頭5枚目（1977年3月場所）。現役時代の体格は182cm、107kg。得意手は左四つ、突っ張り、上手投げ。

## 来歴・人物
中学卒業後、若狭龍太郎氏（地元で、中学校の校長などを務めていた）の紹介で出羽海部屋へ入門し、1966年3月場所にて初土俵を踏んだ。なお、当初の四股名は、本名を少し弄った「斉藤」であった。
その後、部屋付きの九重親方（元横綱・千代の山）の独立に同行し、1967年3月より九重部屋に移籍。
1969年1月場所で幕下に昇進したが、ここで壁にぶつかり、1973年1月場所まで約4年に亘る幕下暮らしを強いられた（その間、三段目に落ちていた時期もあったが、全勝優勝ですぐに幕下へ復帰している）。
1973年3月場所にて新十両に進み、以後はこの地位に定着するも、十両上位では苦戦が続いた。しかし、十両在位21場所目・東十両3枚目で迎えた1976年7月場所では上位の壁を物ともせず、10勝5敗と大勝。この好成績により、翌9月場所にて、26歳で新入幕を果たした。
きびきびした取り口を身上としていたが、勝ち身が速くなかった事もあって幕内では活躍できず、幕内在位は通算7場所に終わっている。
現役晩年は内臓疾患によって満足に相撲も取れなくなり、最後は幕下10枚目まで陥落して、1978年5月場所を以って引退。
引退後は日本相撲協会に残り、年寄・君ヶ濱として後輩達を指導していたが、1979年3月場所限りで角界を去った（その後、君ヶ濱の名跡は、同部屋の先輩で同郷でもあった元関脇・北瀬海が取得）。

## 主な戦績
- 通算成績：383勝369敗7休 勝率.509
- 幕内成績：42勝63敗 勝率.400
- 現役在位：73場所
- 幕内在位：7場所
- 連続出場：752番（序ノ口以来、1966年5月場所-1978年3月場所）
- 各段優勝
  - 十両優勝：2回（1974年1月場所、1977年9月場所）
  - 三段目優勝：1回（1969年5月場所）

## 場所別成績
| | 一月場所 初場所（東京） | 三月場所 春場所（大阪） | 五月場所 夏場所（東京） | 七月場所 名古屋場所（愛知） | 九月場所 秋場所（東京） | 十一月場所 九州場所（福岡） |
| --- | ----------------------- | ----------------------- | ----------------------- | --------------------------- | ----------------------- | --------------------------- |
| 1966年 （昭和41年） | x                       | （前相撲）              | 西序ノ口21枚目 4–3      | 西序二段68枚目 4–3          | 東序二段28枚目 3–4      | 東序二段40枚目 3–4          |
| 1967年 （昭和42年） | 東序二段51枚目 4–3      | 東序二段14枚目 6–1      | 東序二段16枚目 3–4      | 西序二段29枚目 2–5          | 西序二段65枚目 4–3      | 西序二段37枚目 6–1          |
| 1968年 （昭和43年） | 西三段目91枚目 4–3      | 東三段目76枚目 4–3      | 東三段目56枚目 5–2      | 東三段目30枚目 3–4          | 西三段目43枚目 5–2      | 東三段目12枚目 5–2          |
| 1969年 （昭和44年） | 西幕下49枚目 3–4        | 東幕下54枚目 3–4        | 西三段目2枚目 優勝 7–0  | 東幕下15枚目 3–4            | 西幕下20枚目 3–4        | 東幕下26枚目 2–5            |
| 1970年 （昭和45年） | 東幕下41枚目 3–4        | 東幕下47枚目 6–1        | 東幕下27枚目 4–3        | 西幕下21枚目 2–5            | 東幕下35枚目 6–1        | 西幕下15枚目 3–4            |
| 1971年 （昭和46年） | 東幕下21枚目 3–4        | 東幕下27枚目 4–3        | 西幕下22枚目 5–2        | 西幕下9枚目 1–6             | 西幕下34枚目 3–4        | 西幕下41枚目 6–1            |
| 1972年 （昭和47年） | 東幕下21枚目 5–2        | 西幕下8枚目 4–3         | 東幕下6枚目 3–4         | 西幕下8枚目 4–3             | 西幕下5枚目 4–3         | 西幕下3枚目 4–3             |
| 1973年 （昭和48年） | 西幕下2枚目 5–2         | 東十両12枚目 8–7        | 西十両10枚目 8–7        | 東十両8枚目 7–8             | 西十両9枚目 8–7         | 東十両8枚目 6–9             |
| 1974年 （昭和49年） | 西十両12枚目 優勝 11–4  | 東十両3枚目 5–10        | 西十両8枚目 8–7         | 東十両7枚目 6–9             | 東十両11枚目 8–7        | 西十両9枚目 8–7             |
| 1975年 （昭和50年） | 東十両7枚目 6–9         | 西十両12枚目 9–6        | 西十両8枚目 8–7         | 東十両5枚目 8–7             | 西十両2枚目 7–8         | 西十両3枚目 6–9             |
| 1976年 （昭和51年） | 西十両6枚目 7–8         | 西十両8枚目 8–7         | 西十両5枚目 8–7         | 東十両3枚目 10–5            | 西前頭13枚目 8–7        | 西前頭9枚目 7–8             |
| 1977年 （昭和52年） | 東前頭10枚目 8–7        | 東前頭5枚目 4–11        | 東前頭12枚目 4–11       | 西十両5枚目 8–7             | 東十両2枚目 優勝 11–4   | 東前頭10枚目 6–9            |
| 1978年 （昭和53年） | 西前頭12枚目 5–10       | 東十両5枚目 1–14        | 西幕下10枚目 引退 –     | x                           | x                       | x                           |
| 各欄の数字は、「勝ち-負け-休場」を示す。 優勝 引退 休場 十両 幕下 三賞：敢=敢闘賞、殊=殊勲賞、技=技能賞 その他：★=金星 番付階級：幕内 - 十両 - 幕下 - 三段目 - 序二段 - 序ノ口 幕内序列：横綱 - 大関 - 関脇 - 小結 - 前頭（「#数字」は各位内の序列） |                         |                         |                         |                             |                         |                             |

### 幕内対戦成績
| 青葉城   | 1 | 3 | 青葉山 | 1 | 0 | 岩下   | 0 | 1 | 大潮     | 2 | 3 |  |  |  |
| 大錦     | 0 | 4 | 大ノ海 | 0 | 2 | 大鷲   | 1 | 0 | 魁輝     | 1 | 3 |  |  |  |
| 蔵間     | 1 | 0 | 琴風   | 1 | 0 | 蔵玉錦 | 3 | 0 | 大旺     | 0 | 1 |  |  |  |
| 大豪     | 1 | 0 | 大受   | 3 | 0 | 大登   | 2 | 1 | 大竜川   | 1 | 0 |  |  |  |
| 隆ノ里   | 1 | 2 | 高見山 | 0 | 2 | 玉輝山 | 1 | 2 | 玉ノ富士 | 0 | 1 |  |  |  |
| 出羽の花 | 0 | 2 | 天龍   | 1 | 0 | 栃赤城 | 2 | 1 | 栃東     | 2 | 1 |  |  |  |
| 金城     | 0 | 2 | 羽黒岩 | 2 | 2 | 播竜山 | 2 | 4 | 富士櫻   | 1 | 2 |  |  |  |
| 双津竜   | 1 | 1 | 増位山 | 0 | 4 | 舛田山 | 2 | 4 | 三杉磯   | 1 | 0 |  |  |  |
| 豊山     | 0 | 3 | 若獅子 | 3 | 2 | 若ノ海 | 0 | 3 | 鷲羽山   | 0 | 1 |  |  |  |

## 改名歴
- 斉藤 輝夫（さいとう てるお、1966年5月場所-1967年1月場所）
- 千代桜 輝夫（ちよざくら -、1967年3月場所-1970年7月場所・1971年11月場所-1973年1月場所・1978年5月場所（引退））
- 北輝 輝夫（きたひかり -、1970年9月場所-1971年9月場所）
- 千代櫻 輝夫（ちよざくら -、1973年3月場所-1978年3月場所）

## 年寄遍歴
- 君ヶ濱 輝夫（きみがはま てるお、1978年5月-1979年3月（廃業））